# I've Been Waiting
I've Been Waiting è un singolo dei rapper statunitensi Lil Peep e iLoveMakonnen, pubblicato il 31 gennaio 2019 dalla Columbia Records come primo estratto del loro prossimo album in studio collaborativo Diamonds.
Il brano vede la collaborazione dei Fall Out Boy.
Il brano ha esordito alla 62ª posizione della Billboard Hot 100, diventando di conseguenza la seconda canzone più rappresentativa di Lil Peep. È stato certificato disco d'oro dalla Recording Industry Association of America (RIAA).

## Antefatti
Secondo iLoveMakonnen, I've Been Waiting fu una delle circa venti canzoni a cui aveva lavorato con Lil Peep prima della sua morte. Il brano è nato come demo di iLoveMakonnen, cui è stato presentato a Peep nel luglio 2017.
La collaborazione con Peep cominciò tramite internet, quando i due stavano progettando la pubblicazione di un album. La prima sessione fu registrata a Los Angeles. Successivamente, Peep e Makonnen andarono a Londra per registrare altre sessioni e finire l'album. Dopo essere tornati a Los Angeles, Peep cominciò il tour The Peep Show, mentre Makonnen andò in Oregon.
Dopo la morte di Lil Peep nel novembre 2017, Peter Wentz dei Fall Out Boy contattò Makonnen per offrire le condoglianze. Cogliendo l'occasione, iLoveMakonnen parlò a Wentz dell'album a cui tavano progettando, citando quanto detto da Peep durante un'intervista con XXL:
(Lil Peep, XXL)
Dopo la chiamata, Makonnen gli inviò il brano I've Been Waiting e la band decise di coinvolgersi nella canzone. I Fall Out Boy aggiunsero quindi alcuni elementi e rispedirono indietro il brano. Nei mesi successivi, Makonnen e la band continuarono a comunicare fino a raggiungere la versione finale, portando alla pubblicazione del brano il 31 gennaio 2019.
Makonnen chiese aiuto a più cantautori e produttori discografici per completare la canzone.

## Musica e testi
Basato su musica funk e pop, I've Been Waiting vede iLoveMakonnen e Lil Peep spingersi con forza nel loro stile melodico, con una cadenza singhiozzante che gira attorno ad un riff di chitarra arioso e aggiornato definito "in stile Beach Boys", presumibilmente fornito dai Fall Out Boy.
La strumentale di I’ve Been Waiting è disinvolta e spensierata, piena di strimpellate leggere e bassi irrigiditi. I testi sono molto più cupi, virando tra ossessivo e masochista. L'aggiunta delle voci bombanti di Patrick Stump dei Fall Out Boy spinge questo contrasto in un overdrive; mentre Lil Peep rincuora di crepacuore, Stump canticchia linee polpose e le vivaci voci di supporto del falsetto esplodono allegramente in sottofondo.
Questo contrasto era già presente nella demo di Makonnen, ed è stato ciò che inizialmente ha catturato Lil Peep:
(iLoveMakonnen, Rolling Stone)

## Promozione
Il 30 gennaio 2019, iLoveMakonnen ha pubblicato un estratto della traccia su Instagram, annunciando la collaborazione con Lil Peep e la data d'uscita del brano per il giorno successivo. Lo snippet del brano è stato pubblicato anche sull'account ufficiale di Lil Peep. Il 31 gennaio, il brano è stato pubblicato sul canale Youtube di Lil Peep.
Il 28 febbraio 2019 è stato pubblicato un video sul canale YouTube di Lil Peep, diretto dal suo cane Prince, tramite l'aiuto di una fotocamera posta sul dorso dell'animale, e Sus Boy.

## Tracce
1. I've Been Waiting – 3:54 (testo: Gustav Åhr, Makonnen Sheran, Louis Bell, Andrew Hurley, Brenton Duvall, Joseph Trohman, Valentin Leon, Blavatnik, Patrick Stump, Brian Lee, Peter Wentz – musica: iLoveMakonnen, IIVI, Brian Lee, Louis Bell, Brenton Duvall)

## Formazione

### Musicisti
- Lil Peep – voce, testi
- iLoveMakonnen – voce, testi, produzione
- Fall Out Boy – voce, testi, chitarra, basso, batteria

Altri musicisti
- Valentin Blavatnik – testi

### Produzione
- Alex Ness – copertina
- Brenton Duvall – testi, co-produzione
- Brian Lee – testi, produzione
- IIVI – co-produzione, chitarra, programmazione
- Louis Bell – testi, produzione
- Jacob Richards – assistente ingegneria
- Mike Seaberg – assistente ingegneria
- Rashawn Mclean – assistente ingegneria
- Chris Athens – ingegnere mastering
- Jaycen Joshua – ingegnere missaggio
- Sus Boy – copertina

## Classifiche
| Classifica (2019)               | Posizione massima |
| ------------------------------- | ----------------- |
| Stati Uniti (Billboard Hot 100) | 75                |